# 1. deild islandzka w piłce nożnej (2006)
1. deild 2006 – 52. edycja 2 poziomu rozgrywek piłki nożnej na Islandii. 
Brało w niej udział 10 drużyn, które w okresie od 14 maja do 16 września 2006 rozegrały 18 kolejki meczów. Promocję uzyskały Fram i HK.

## Drużyny
| Uczestnicy poprzedniej edycji                                                                                 | Uczestnicy poprzedniej edycji | Uczestnicy poprzedniej edycji | Uczestnicy poprzedniej edycji |
| --- | ----------------------------- | ----------------------------- | ----------------------------- |
| KA | KA Akureyri                   | 3                             |                               |
| FJÖ | Fjölnir                       | 4                             |                               |
| VÍO | Víkingur Ólafsvík             | 5                             |                               |
| ÞÓR | Þór Akureyri                  | 6                             |                               |
| HKÓ | HK                            | 7                             |                               |
| HAU | Haukar                        | 8                             |                               |
| Spadek z Úrvalsdeild                                                                                          |                               |                               |                               |
| FRA | Fram                          | 9                             |                               |
| ÞRR | Þróttur Reykjavík             | 10                            |                               |
| Awans z 2. deild karla                                                                                        |                               |                               |                               |
| LEI | Leiknir                       | 1                             |                               |
| STJ | Stjarnan                      | 2                             |                               |
| Oznaczenia: - kolumna pierwsza – skróty nazw drużyn, - kolumna trzecia – miejsce zajęte w poprzednim sezonie. |                               |                               |                               |

## Tabela
| Lp. | Drużyna               | M  | Z  | R | P | B+ | B- | +/– | Pkt | Awans lub spadek         |
| --- | --------------------- | -- | -- | - | - | -- | -- | --- | --- | ------------------------ |
| 1   | Fram Reykjavík (M, A) | 18 | 13 | 2 | 3 | 32 | 14 | +18 | 41  | awans do Úrvalsdeild     |
| 2   | HK (A)                | 18 | 10 | 2 | 6 | 30 | 18 | +12 | 32  | awans do Úrvalsdeild     |
| 3   | Fjölnir               | 18 | 8  | 5 | 5 | 23 | 15 | +8  | 29  |                          |
| 4   | Þróttur Reykjavík     | 18 | 9  | 2 | 7 | 21 | 18 | +3  | 29  |                          |
| 5   | Stjarnan              | 18 | 6  | 6 | 6 | 26 | 23 | +3  | 24  |                          |
| 6   | KA                    | 18 | 6  | 3 | 9 | 22 | 25 | −3  | 21  |                          |
| 7   | Víkingur Ólafsvík     | 18 | 4  | 7 | 7 | 16 | 22 | −6  | 19  |                          |
| 8   | Þór Akureyri          | 18 | 5  | 4 | 9 | 16 | 38 | −22 | 19  |                          |
| 9   | Leiknir Reykjavík     | 18 | 4  | 6 | 8 | 21 | 25 | −4  | 18  |                          |
| 10  | Haukar (S)            | 18 | 4  | 5 | 9 | 20 | 29 | −9  | 17  | spadek do 2. deild karla |

## Wyniki
| Gospodarz \ Gość  | FJÖ | FRA | HAU | HK  | KA  | LER | STJ | VÍO | ÞÓR | ÞRÓ |
| ----------------- | --- | --- | --- | --- | --- | --- | --- | --- | --- | --- |
| Fjölnir           |     | 0–1 | 1–1 | 0–0 | 0–0 | 0–0 | 2–1 | 3–1 | 5–0 | 1–0 |
| Fram Reykjavík    | 1–2 |     | 3–1 | 1–0 | 3–1 | 2–1 | 2–0 | 0–0 | 4–0 | 0–1 |
| Haukar            | 1–0 | 0–3 |     | 1–2 | 1–1 | 0–0 | 1–2 | 1–2 | 1–0 | 0–2 |
| HK                | 3–1 | 2–3 | 2–0 |     | 4–1 | 2–1 | 2–1 | 0–1 | 4–0 | 3–1 |
| KA                | 1–0 | 0–1 | 2–3 | 0–2 |     | 2–0 | 1–1 | 3–2 | 2–0 | 1–2 |
| Leiknir Reykjavík | 4–2 | 2–3 | 2–5 | 2–0 | 2–0 |     | 0–0 | 3–3 | 1–2 | 0–0 |
| Stjarnan          | 1–2 | 3–3 | 1–1 | 2–0 | 3–1 | 0–2 |     | 1–0 | 5–2 | 2–2 |
| Víkingur Ólafsvík | 0–0 | 0–1 | 1–1 | 0–2 | 0–2 | 0–0 | 1–0 |     | 0–0 | 2–3 |
| Þór Akureyri      | 0–3 | 1–0 | 3–2 | 1–1 | 0–4 | 3–1 | 1–1 | 1–1 |     | 2–0 |
| Þróttur Reykjavík | 0–1 | 0–1 | 2–0 | 2–1 | 1–0 | 1–0 | 0–2 | 1–2 | 3–0 |     |

## Najlepsi strzelcy
| Bramki | Strzelcy                  | Drużyna           |
| ------ | ------------------------- | ----------------- |
| 13     | Helgi Sigurðsson          | Fram Reykjavík    |
| 9      | Hreinn Hringsson          | KA                |
| 8      | Jónas Grani Garðarsson    | Fram Reykjavík    |
| 8      | Ómar Hákonarson           | Fjölnir           |
| 7      | Jón Þorgrímur Stefánsson  | HK                |
| 7      | Guðjón Baldvinsson        | Stjarnan          |
| 6      | Ólafur Valdimar Júlíusson | HK                |
| 6      | Einar Örn Einarsson       | Leiknir Reykjavík |
| 6      | Pétur Örn Svansson        | Leiknir Reykjavík |

Źródło: 